# Johann von Jandun
Johann von Jandun (* zwischen 1280 und 1290 in Jandun, heute im Département Ardennes, Frankreich; † zwischen 1. September 1328 und 15. September 1328 in Montalto, Italien) war ein averroistischer Philosoph, Theologe und politischer Theoretiker. Er ist auch bekannt als Johannes de Jandun, Jean de Jandun, Jean de Jandum, John of Janduno, Joannes Jandum, Johannes de Genduno, de Ganduno, und de Gandavo.
Johann gilt als einer der wichtigsten Aristoteliker des 14. Jahrhunderts und wurde auch oft in Verbindung mit dem Defensor Pacis des Marsilius von Padua gebracht. Inzwischen ist nachgewiesen, dass er an der Entstehung des Defensor Pacis wenn, dann keinen bedeutenden Anteil hatte.
Johann von Jandun schrieb den ersten Reiseführer der Stadt Paris.

## Leben
Johannes wurde vor 1290 in der kleinen französischen Ortschaft Jandun in den Ardennen in der Nähe der heutigen Grenze zu Belgien geboren. Er studierte an der Universität Paris Artes Liberales, etwa um 1310 schloss er das Studium mit einem Magister Artium ab und lehrte ab 1315 am neu gegründeten Collegium Navarra in Paris. Auf Bitten der Universität wurde er von Papst Johannes XXII. ab 1316 zunächst durch die Anwartschaft auf eine Pfründe als Domherr in Senlis gefördert. Er setzt sich mit den Werken von Aristoteles und Averroes auseinander und verfasst in den folgenden Jahren verschiedene Publikationen dazu, von denen nicht alle gedruckt oder überliefert worden sind.
Er kannte Marsilius von Padua schon vor 1315 und Johanns Anregungen flossen wohl in das 1324 von Marcellus anonym veröffentlichtes Werk Defensor Pacis ein. In Defensor Pacis wurde die Rechtmäßigkeit der bestehenden Herrschaftsstrukturen von Kaiser und Papst angezweifelt, da sie nicht der Vorstellung entsprachen, dass politische Entscheidungen weitgehend in Übereinstimmung mit der Mehrheit der Bevölkerung getroffen werden sollten. Doch die Urheber von Defensor Pacis wurden bekannt und der Papst verurteilte die beiden auf Grund verschiedener Formulierungen in der Schrift als Häretiker.
Am 3. April 1327 wurden sie mit einer Bulle des Papstes als Söhne des Verderbens und Zöglinge der Verdammnis bezeichnet, die bereits ihre Hörer an der Universität vom Wege der Wahrheit abgebracht hätten. Wenige Tage später werden sie exkommuniziert und verlieren ihre kirchliche Versorgung und Privilegien. Nach Ablauf einer persönlichen Rechtfertigungsfrist von weiteren vier Monaten wurde am 23. Oktober 1327 vom Papst eine Bulle erlassen, mit der sie zu Ketzern erklärt sowie einzelne ihrer Aussagen widerlegt und für häretisch erklärt wurden. Falsch sollte insbesondere sein, dass Petrus, als dessen Nachfolger sich der Papst ja versteht, keinen Vorrang vor den anderen Aposteln habe, dass der Kaiser Päpste ein- und absetzen könne, dass nach Christus alle Priester gleiche Autorität besäßen und ihre unterschiedliche Macht auf kaiserliche Bestimmungen zurückzuführen sei, dass Papst und Kirche ohne kaiserliche Erlaubnis kein Recht zur Bestrafung besitzen würden und dass Christus nicht freiwillig, sondern auf Grund einer Verpflichtung dem Kaiser Tribut geleistet habe. Am 26. Februar 1328 forderte der Papst die römische Bevölkerung auf, die beiden Professoren, „diese Bestien, hervorgegangen aus den Abgründen des Satans und dem Schwefelpfuhl der Hölle“, gefangen zu setzen.
Beide flohen noch 1324 aus Paris nach Deutschland und suchten Schutz am Hof des damaligen Königs Ludwig IV., dem Baiern, dessen rechtmäßige Herrschaft zu diesem Zeitpunkt vom Papst bestritten wurde. Sie begleiteten Ludwig auf seinem im Frühjahr 1327 beginnenden Feldzug nach Italien, mit dem Ludwig seine Kaiserkrönung durch den Papst durchsetzen wollte. Vor Antritt des Rückweges nach Deutschland ernannte Ludwig Johann von Jandun am 1. Mai 1328 zum Bischof von Ferrara, Johann konnte sein Amt aber auf Grund der letztendlich 1327 vom Papst gegen ihn verhängten Strafe nicht antreten. Am 14. Juli 1328 wurde Johann darüber hinaus von Kaiser Ludwig zu seinem Rat und Sekretär ernannt. Auch dieses Amt konnte Johann nicht mehr wahrnehmen, da er während des Zuges der kaiserlichen Truppen von Rom nach Pisa zwischen dem 1. und dem 15. September 1328 in Montalto verstarb.

## Werke
- Quaestiones super libros Aristotelis de coelo et mundo, Padua 1475, Venedig 1551
- Expositio et quaestiones in Averroem de substantia orbis, 1481
- Quaestiones in libros Physicorum 1488
- Quaestiones in parva naturalia Aristotelis 1505
- Questiones in duodecim libros metaphysicae Aristotelis 1505
- De laudibus Silvanecti, De laudibus Parisius, hg. v. A.K.V. Le Roux de Lincy, L.M. Tisserand, Paris et ses historiens 1867, 1-79